# Lasiopogon
 Lasiopogon  Cass., 1818 è un genere di piante angiosperme dicotiledoni della famiglia delle Asteraceae (sottofamiglia Asteroideae, tribù Gnaphalieae e sottotribù Gnaphaliinae). Lasiopogon è anche l'unico genere del Lasiopogon clade della sottotribù Gnaphaliinae.

## Etimologia
Il nome scientifico del genere è stato definito dal botanico Alexandre Henri Gabriel de Cassini (1781-1832) nella pubblicazione " Bulletin des Sciences, par la Société Philomatique" (Bull. Sci. Soc. Philom. Paris 1818: 75) del 1818.

## Descrizione

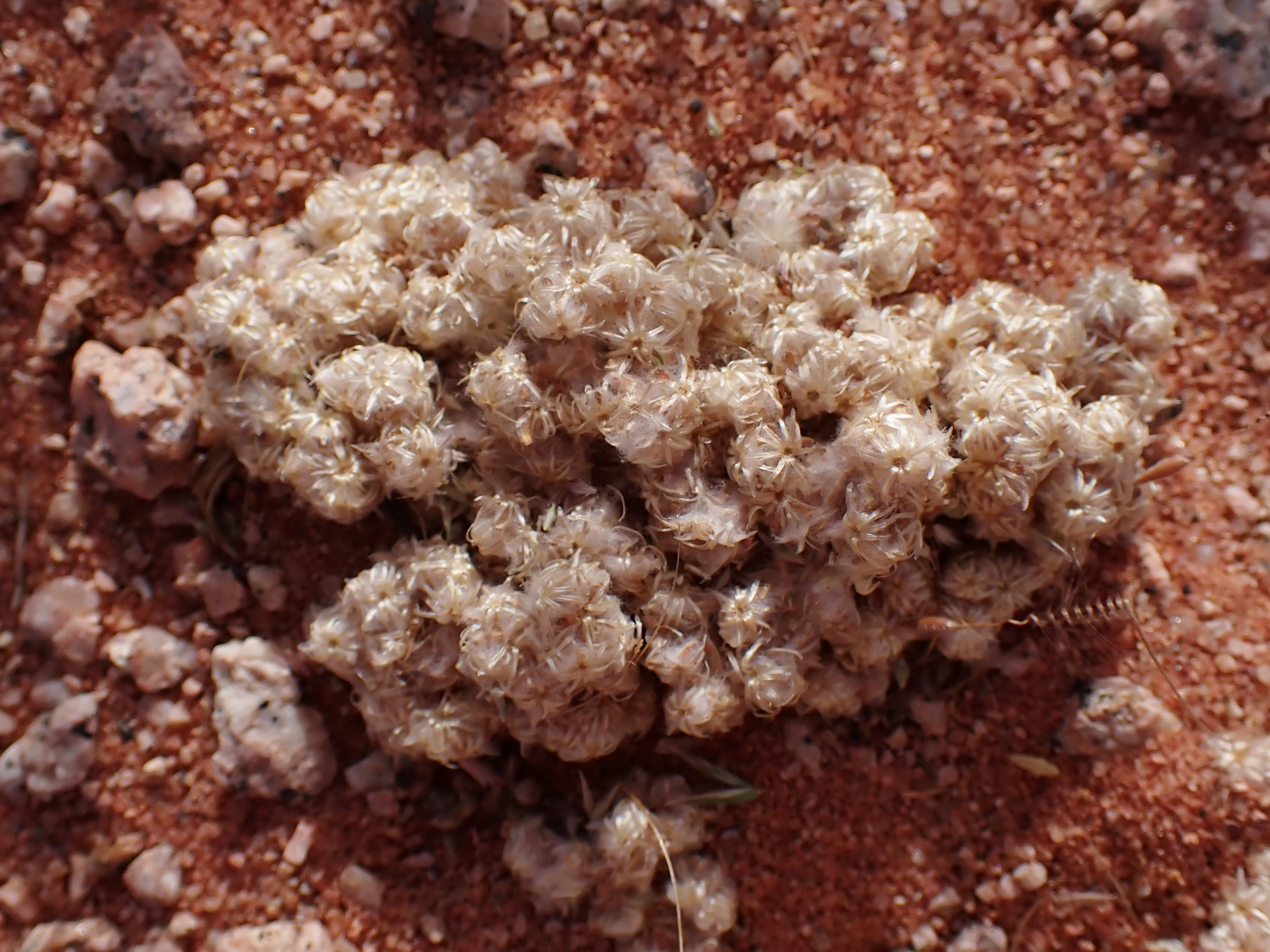
Il portamento
Lasiopogon muscoides

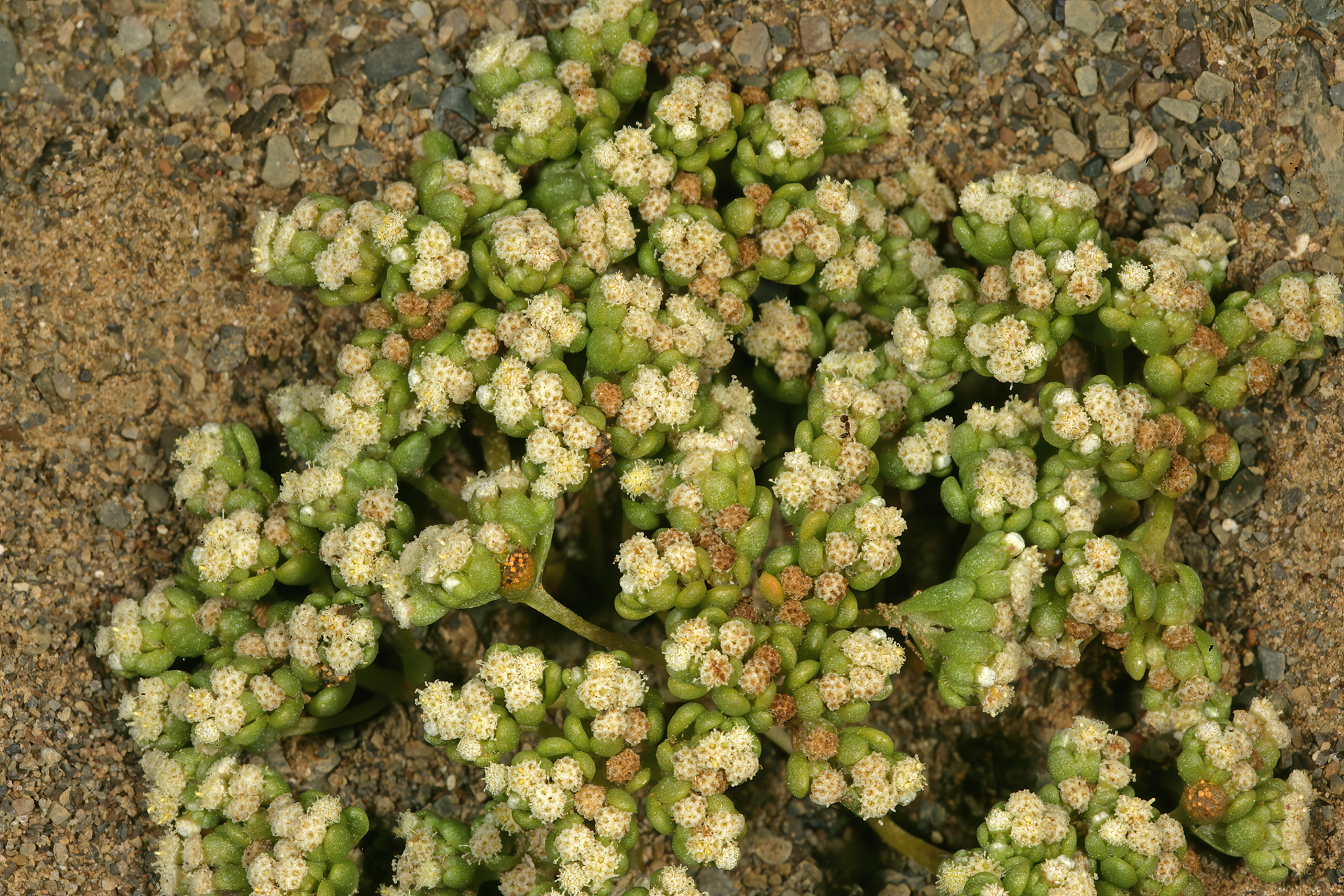
Infiorescenza
Lasiopogon debilis

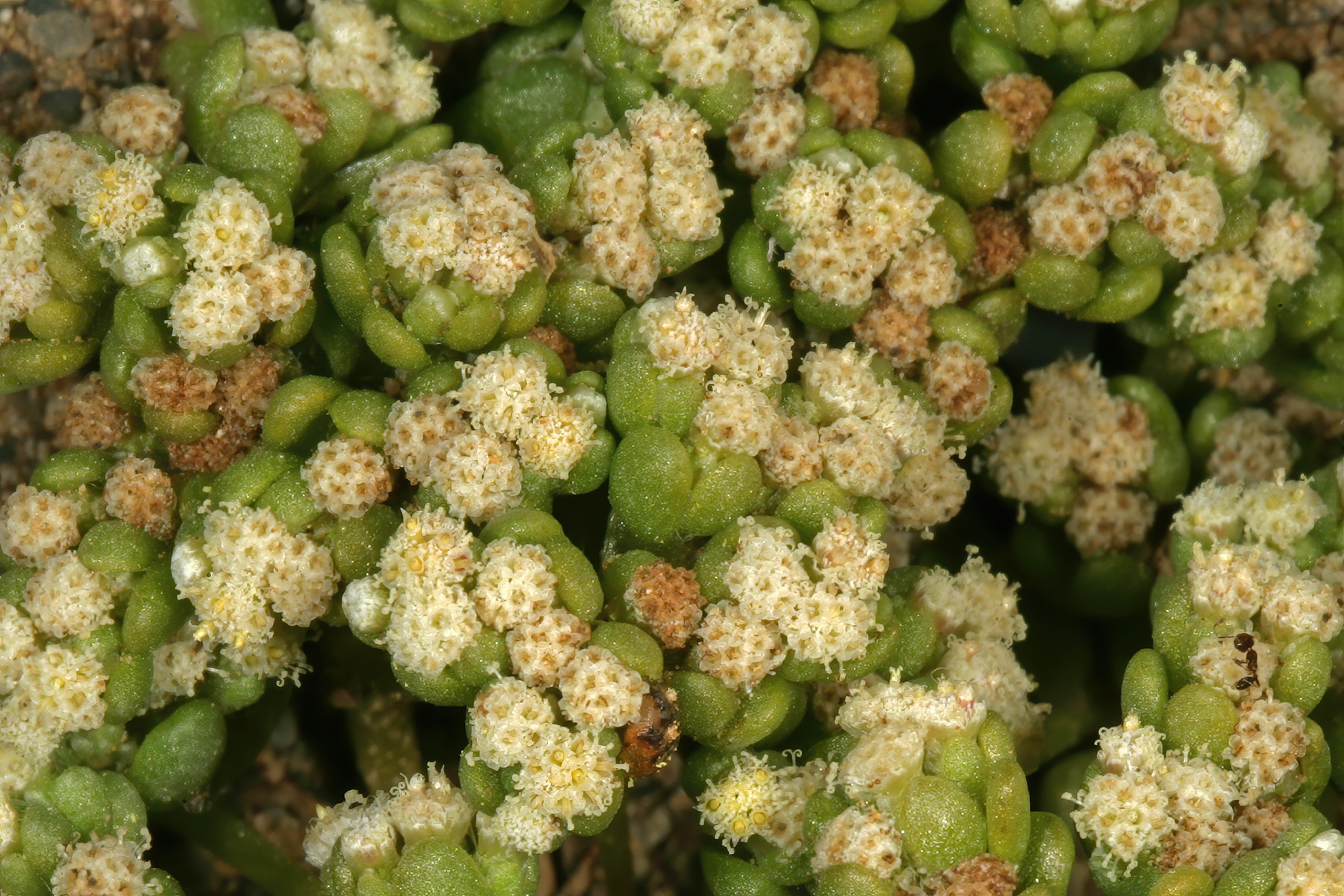
I fiori
Lasiopogon debilis

Portamento. Le specie di questo gruppo hanno un habitus di tipo erbaceo annuale. Le piante hanno un portamento cusciniforme. I cauli di queste piante sono provvisti del floema, ma non di canali resiniferi; mentre i sesquiterpeni lattoni sono normalmente assenti (piante senza lattice).
Fusto. La parte aerea in genere è eretta.
Foglie. Le foglie in genere sono disposte in modo alternato e sono quasi sempre sessili. La lamina è intera, piatta con forme generalmente da strette a spatolate; i margini sono continui. La superficie è tomentosa o lanosa su entrambe le facce.
Infiorescenza. Le sinflorescenze sono composte da pochi capolini raccolti in formazioni di glomeruli. Le infiorescenze vere e proprie sono formate da un capolino terminale di tipo disciforme (con fiori eterogami). I capolini sono formati da un involucro, con forme da cilindriche a campanulate, composto da diverse brattee, al cui interno un ricettacolo fa da base ai fiori. Le brattee, a consistenza cartacea e colorate di bruno, sono disposte in modo più o meno embricato su più serie e alla base sono libere (gli strati di stereoma sono divisi); talora possono avere un margine ialino. Il ricettacolo è nudo ossia senza pagliette a protezione della base dei fiori; la forma normalmente è piatta.
Fiori.  I fiori sono tetra-ciclici (formati cioè da 4 verticilli: calice – corolla – androceo – gineceo) e pentameri (calice e corolla formati da 5 elementi). Sono inoltre tubulosi, attinomorfi e si distinguono in:
- fiori del disco esterni: sono femminili e filiformi;
- fiori del disco centrali: sono ermafroditi; le forme sono tubulari;

In questo gruppo di piante i fiori radiati (ligulati o del raggio) sono assenti; a volte sono confusi con i fiori femminili (tubulosi) del disco esterno più o meno sub-zigomorfi con un lembo piatto e possono essere interpretati come fiori del raggio.
- Formula fiorale:

*/x K {\displaystyle \infty }, [C (5), A (5)], G 2 (infero), achenio
- Calice: i sepali del calice sono ridotti ad una coroncina di squame.
- Corolla: la forma della corolla normalmente è tubolare con 5 lobi (raramente 4); i lobi hanno delle forme da lanceolate o deltate a lineari. I colori della corolla sono porpora.
- Androceo: l'androceo è formato da 5 stami sorretti da filamenti generalmente liberi; gli stami sono connati e formano un manicotto circondante lo stilo; le teche (produttrici del polline) sono prive di sperone, ma hanno la coda (una sola); le appendici apicali delle antere hanno delle forme piatte; il tessuto endoteciale (rivestimento interno dell'antera) è quasi sempre polarizzato (con due superfici distinte: una verso l'esterno e una verso l'interno). Il polline è di tipo echinato (con punte sporgenti) a forma sferica; è formato inoltre da due strati di ectesine, mentre lo strato basale è spesso e regolarmente perforato (tipo “gnafaloide”).[7]
- Gineceo: l'ovario è infero uniloculare formato da 2 carpelli. Lo stilo (il recettore del polline) è intero o biforcato con due stigmi nella parte apicale. Gli stigmi hanno una forma troncata; possono essere ricoperti da minute papille o avere dei penicilli apicali. Le superfici stigmatiche sono separate.[7]

Frutti. I frutti sono degli acheni con pappo. Gli acheni sono piccoli a forma oblunga; la superficie è ricoperta di peli globosi; il pericarpo può essere percorso longitudinalmente da alcuni fasci vascolari. Il pappo è formato da setole capillari barbate o piumose; alla base sono libere.

## Biologia
Impollinazione: tramite insetti (impollinazione entomogama tramite farfalle diurne e notturne).

Riproduzione: la fecondazione avviene fondamentalmente tramite l'impollinazione dei fiori.

Dispersione: i semi cadono a terra e vengono dispersi soprattutto da insetti come formiche (disseminazione mirmecoria). Un altro tipo di dispersione è zoocoria: gli uncini delle brattee dell'involucro (se presenti) si agganciano ai peli degli animali di passaggio che portano così i semi anche su lunghe distanze. Inoltre per merito del pappo il vento può trasportare i semi anche per alcuni chilometri (disseminazione anemocora).

## Distribuzione e habitat
Le specie di questo genere sono distribuite in Africa mediterranea, Medio oriente, Spagna, Sudafrica e Madagascar.

## Tassonomia
La famiglia di appartenenza di questa voce (Asteraceae o Compositae, nomen conservandum) probabilmente originaria del Sud America, è la più numerosa del mondo vegetale, comprende oltre 23.000 specie distribuite su 1.535 generi, oppure 22.750 specie e 1.530 generi secondo altre fonti (una delle checklist più aggiornata elenca fino a 1.679 generi). La famiglia attualmente (2021) è divisa in 16 sottofamiglie; la sottofamiglia Asteroideae è una di queste e rappresenta l'evoluzione più recente di tutta la famiglia.

### Filogenesi
Il genere di questa voce è descritto nella tribù Gnaphalieae, una delle 21 tribù della sottofamiglia Asteroideae. Da un punto di vista filogenetico, la tribù Gnaphalieae fa parte del supergruppo (o sottofamiglia) "Asteroideae grade"; l'altro è il supergruppo "Non-Asteroideae" contenente il resto delle sottofamiglie delle Asteraceae. All'interno del supergruppo è vicina alle tribù Senecioneae, Calenduleae, Astereae e Anthemideae.
La sottotribù Gnaphaliinae è caratterizzata da portamenti di vario tipo con specie ginomonoiche e monoiche, da foglie con margini interi, da capolini disciformi omogami o eterogami e raramente radiati (o subradiati), dallo stilo con rami troncati e superfici stigmatiche separate apicalmente, da acheni glabri o con tricomi allungati e pappo ridotto.
Il "Lasiopogon clade" è un gruppo informale della sottotribù Gnaphaliinae che occupa una posizione più o meno "basale" e con il gruppo Ifloga clade forma un "gruppo fratello". Questo genere non è monofiletico, in quanto almeno una delle sue specie (Lasiopogon debilis) sembra sia più strettamente imparentata con il "clade australiano". Da un punto di vista evolutivo il "Lasiopogon clade" è stato l'ultimo gruppo a separarsi dalle "gnaphalie" nel Miocene circa 10 milioni di anni fa.
Il cladogramma seguente, tratto dallo studio citato e semplificato, mostra una possibile configurazione filogenetica del gruppo di questa voce nell'ambito della sottotribù.
|  | \| \| Flag clade \| \| \| \| \| \| Australasian clade \| \| \| \| |
|  |                                                                   |
|  | Gnaphalium s.s. clade                                             |
|  |                                                                   |
|  | Flag clade                                                        |
|  |                                                                   |
|  | Australasian clade                                                |
|  |                                                                   |

|  | Flag clade         |
|  |                    |
|  | Australasian clade |
|  |                    |

|  | \| \| Flag clade \| \| \| \| \| \| Australasian clade \| \| \| \| |
|  |                                                                   |
|  | Gnaphalium s.s. clade                                             |
|  |                                                                   |
|  | Flag clade                                                        |
|  |                                                                   |
|  | Australasian clade                                                |
|  |                                                                   |

|  | Flag clade         |
|  |                    |
|  | Australasian clade |
|  |                    |

|  | Metalasia clade |
|  |                 |
|  | Stoebe clade    |
|  |                 |

|  | Lasiopogon clade |
|  |                  |
|  | Ifloga clade     |
|  |                  |

|  | Metalasia clade |
|  |                 |
|  | Stoebe clade    |
|  |                 |

|  | Lasiopogon clade |
|  |                  |
|  | Ifloga clade     |
|  |                  |

|  | \| \| Flag clade \| \| \| \| \| \| Australasian clade \| \| \| \| |
|  |                                                                   |
|  | Gnaphalium s.s. clade                                             |
|  |                                                                   |
|  | Flag clade                                                        |
|  |                                                                   |
|  | Australasian clade                                                |
|  |                                                                   |

|  | Flag clade         |
|  |                    |
|  | Australasian clade |
|  |                    |

|  | \| \| Flag clade \| \| \| \| \| \| Australasian clade \| \| \| \| |
|  |                                                                   |
|  | Gnaphalium s.s. clade                                             |
|  |                                                                   |
|  | Flag clade                                                        |
|  |                                                                   |
|  | Australasian clade                                                |
|  |                                                                   |

|  | Flag clade         |
|  |                    |
|  | Australasian clade |
|  |                    |

|  | Metalasia clade |
|  |                 |
|  | Stoebe clade    |
|  |                 |

|  | Lasiopogon clade |
|  |                  |
|  | Ifloga clade     |
|  |                  |

|  | Metalasia clade |
|  |                 |
|  | Stoebe clade    |
|  |                 |

|  | Lasiopogon clade |
|  |                  |
|  | Ifloga clade     |
|  |                  |

I caratteri distintivi del genere  Lasiopogon  sono:
- i fiori esterni sono tutti rinchiusi in un comune involucro;
- i fiori sono colorati di porpora.

Il numero cromosomico delle specie di questo genere è: 2n = 14.

### Elenco delle specie
Questo genere ha 7 specie:
- Lasiopogon brachypterus O.Hoffm. ex Zahlbr.
- Lasiopogon debilis  (Thunb.) Hilliard
- Lasiopogon glomerulatus  (Harv.) Hilliard
- Lasiopogon minutus  (B.Nord.) Hilliard & B.L.Burtt
- Lasiopogon muscoides  (Desf.) DC.
- Lasiopogon ponticulus  Hilliard
- Lasiopogon volkii  (B.Nord.) Hilliard